# Sternberg (Germania)
Sternberg è una città del Meclemburgo-Pomerania Anteriore, in Germania.
Appartiene al circondario (Kreis) di Ludwigslust-Parchim ed è parte della comunità amministrativa (Amt) di Sternberger Seenlandschaft.